# Зильбер, Ирина Александровна
Ири́на Алекса́ндровна Зи́льбер (18 ноября 1983, Свердловск, РСФСР, СССР) — российская гимнастка. Олимпийская чемпионка игр в Сиднее.

## Биография
Подопечная заслуженного тренера России Натальи Горбулиной. Окончила Московское училище олимпийского резерва № 1. Выступала за МГФСО и ВФСО «Динамо» (Екатеринбург). В сборную команду России входила с 1994 года.
Заслуженный мастер спорта (1999). Чемпионка мира в групповых упражнениях (1998, 1999). Серебряный призёр Чемпионата Европы 1999 года.
На летних Олимпийских играх в Сиднее в 2000 году завоевала золотую медаль в групповых упражнениях.
В 2001 году была награждена Почётным Знаком «За заслуги в развитии физической культуры и спорта».
Кавалер ордена Дружбы.